# الحسين بن سعيد بن حمدان
أبو عبدالله الحسين بن سعيد بن حمدان كان عضو في الدولة الحمدانية حفيد مؤسسها، حمدان بن حمدون وابن عم الأمراء ناصر الدولة وسيف الدولة.
في عام 944، أرسله ناصر الدولة للاستيلاء على الشام، التي خصصها أمير الأمراء طوزون للحمدانيين، من قوات محمد بن طغج الإخشيد. نجح الحسين في البداية في السيطرة على شمال البلاد، ولكن سرعان ما طُرد من الشام على يد القوات الإخشيديين، التي قادهم الإخشيدي نفسه. تزوج الحسين من سريرة، وهي أَمَة سابقة لابن رائق.